# Estação Envigado
A Estação Envigado é uma das estações do Metrô de Medellín, situada em Itagüí, entre a Estação Ayurá e a Estação Itagüí. Administrada pela Empresa de Transporte Masivo del Valle de Aburrá Limitada (ETMVA), faz parte da Linha A.
Foi inaugurada em 30 de setembro de 1996. Localizada no cruzamento da Autopista Regional com a Carrera 42, a estação situa-se em uma das margens do Rio Medellín. Atende o bairro La Santa Cruz, situado na Comuna 1 do município.
A estação recebeu esse nome por estar situada próxima ao município de Envigado, localizado no departamento da Antioquia e pertencente à Região Metropolitana do Vale do Aburrá, embora esteja construída em território do município de Itagüí. O município possui esse nome devido ao fato de, no passado, terem existido na região grandes árvores cuja madeira era utilizada nas vigas das casas.